# Гал Нево
Гал Нево (29 червня 1987) — ізраїльський плавець.
Учасник Олімпійських Ігор 2008, 2012, 2016 років.
Призер Чемпіонату Європи з водних видів спорту 2010, 2016 років.
Призер Чемпіонату Європи з плавання на короткій воді 2009, 2011, 2012, 2013, 2015 років.